# Euxoa cinchonina
Euxoa cinchonina är en fjärilsart som beskrevs av Achille Guenée 1852. Euxoa cinchonina ingår i släktet Euxoa och familjen nattflyn. Inga underarter finns listade i Catalogue of Life.

## Bildgalleri

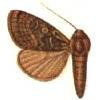